# Wilm Wouters

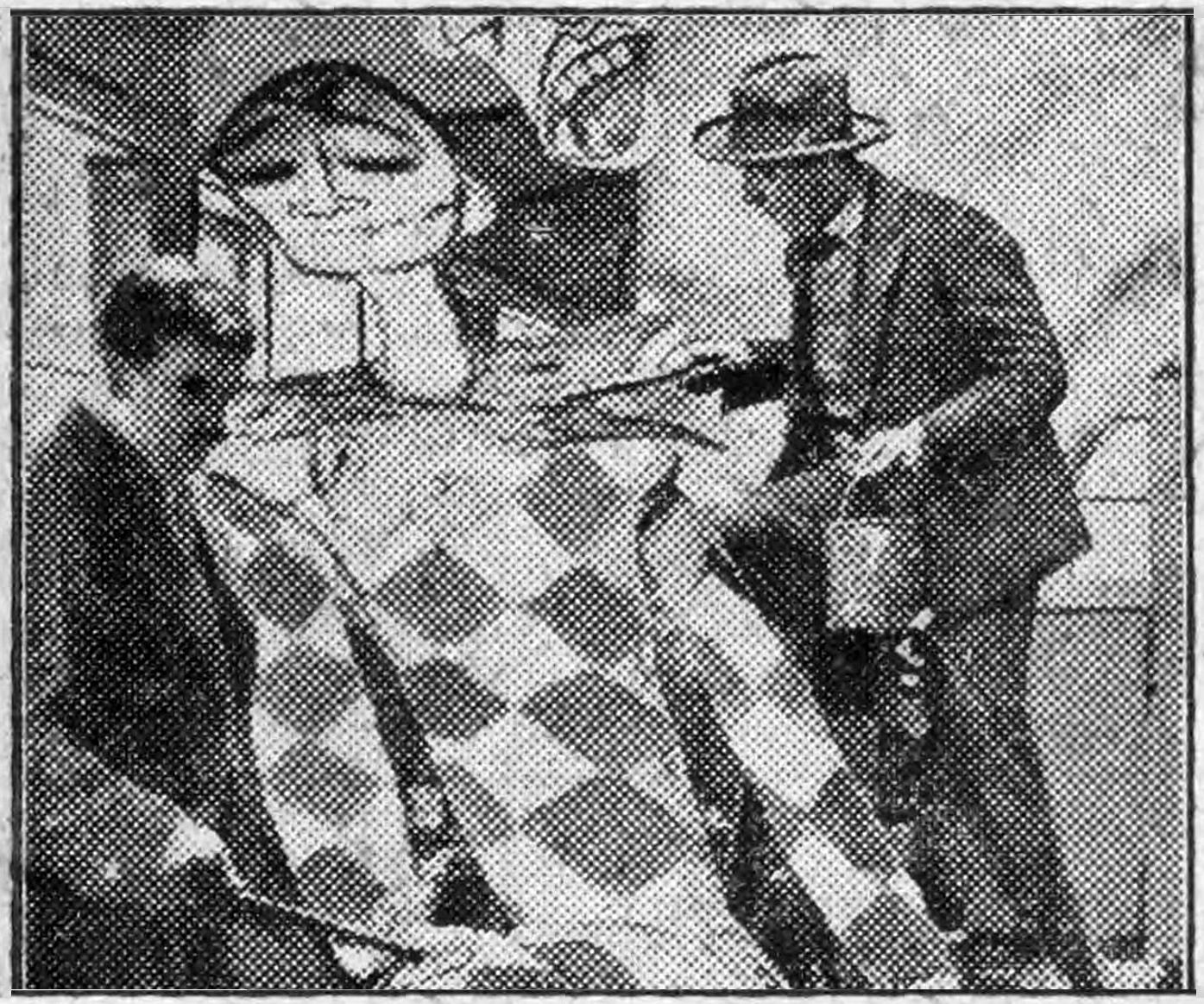
Wouters (links) en Buning versieren feest van schildersvereniging Rembrandt in Bellevue te Amsterdam, 1925. Foto uit De courant.

Wilm Wouters (Den Haag, 6 februari 1887 - Amsterdam, 22 februari 1957) was een Nederlands kunstschilder.

## Leven en werk
Hij woonde en werkte in Amsterdam en van 1918 tot 1925 in Volendam. Hij studeerde van 1909-1914 aan de Rijksakademie waar hij gedurende vijf jaar les had van Nicolaas van der Waay en Antoon Derkinderen. 
Wouters schilderde in een figuratieve stijl die hij voortzette toen hij in Volendam woonde, waar hij vooral interieurs en figuren schilderde. Zijn kerkbanken met Volendammers zijn bekend. In de jaren twintig schilderde Wouters enige tijd realistische stillevens en bloemen. Verder legde hij zich vooral toe op figuren en portretten. 
Hij verzorgde de boekband van Lisbeth Burger's Als de ooievaar komt (1935). Ook voorzag hij het boek Op het eiland. Langbroek op Marken van M.J. Brusse (1923) van illustraties en een boekbandontwerp. Werk van Wouters is onder andere te bezichtigen in het Gemeentemuseum Den Haag. Ook is een aantal stukken opgenomen in de collectie van Hotel Spaander in Volendam. De Rijksdienst voor het Cultureel Erfgoed bezit elf schilderijen van hem.
Wouters is een van de drie 'schilder-schoonzonen' van Leendert Spaander die in Volendam met zijn vrouw en zeven dochters het befaamde Hotel Spaander dreef. Hij huwde al snel na zijn aankomst in Volendam, op 8 januari 1919, met Conny, de zevende dochter van Spaander.